# Patrice Lhôtellier
Patrice Lhôtellier (ur. 8 sierpnia 1966 w Romilly-sur-Seine) – francuski szermierz, florecista, złoty medalista olimpijski i wielokrotny medalista mistrzostw świata.
Na igrzyskach olimpijskich w Seulu w 1988 roku był szósty w turnieju drużynowym. Podczas rozgrywanych cztery lata później igrzysk olimpijskich w Barcelonie zajął 6. miejsce w zawodach drużynowych i 34. w indywidualnych. Brał również udział w igrzyskach olimpijskich w Sydney w 2000 roku, gdzie reprezentacja Francji w składzie: Jean-Noël Ferrari, Lionel Plumenail, Brice Guyart i Patrice Lhôtellier wywalczyła złoty medal w turnieju drużynowym. W zawodach indywidualnych tym razem nie startował.
Podczas mistrzostw świata w Lozannie w 1987 roku wspólnie z Philippe'em Omnèsem, Youssefem Hocine i Patrickiem Grocem zdobył srebrny medal w zawodach drużynowych. Francuzi z Lhôtellierem w składzie zdobyli następnie w tej konkurencji złote medale podczas mistrzostw świata w Kapsztadzie (1997) i mistrzostw świata w Seulu (1999), srebrny na mistrzostwach świata w Chaux-de-Fonds (1998) oraz brązowe podczas mistrzostw świata w Denver (1989) i mistrzostw świata w Budapeszcie (1991). 
Lhôtellier wywalczył również brązowy medal w rywalizacji indywidualnej na mistrzostwach Europy w Limoges w 1996 roku.